# Helen Hunt Jackson

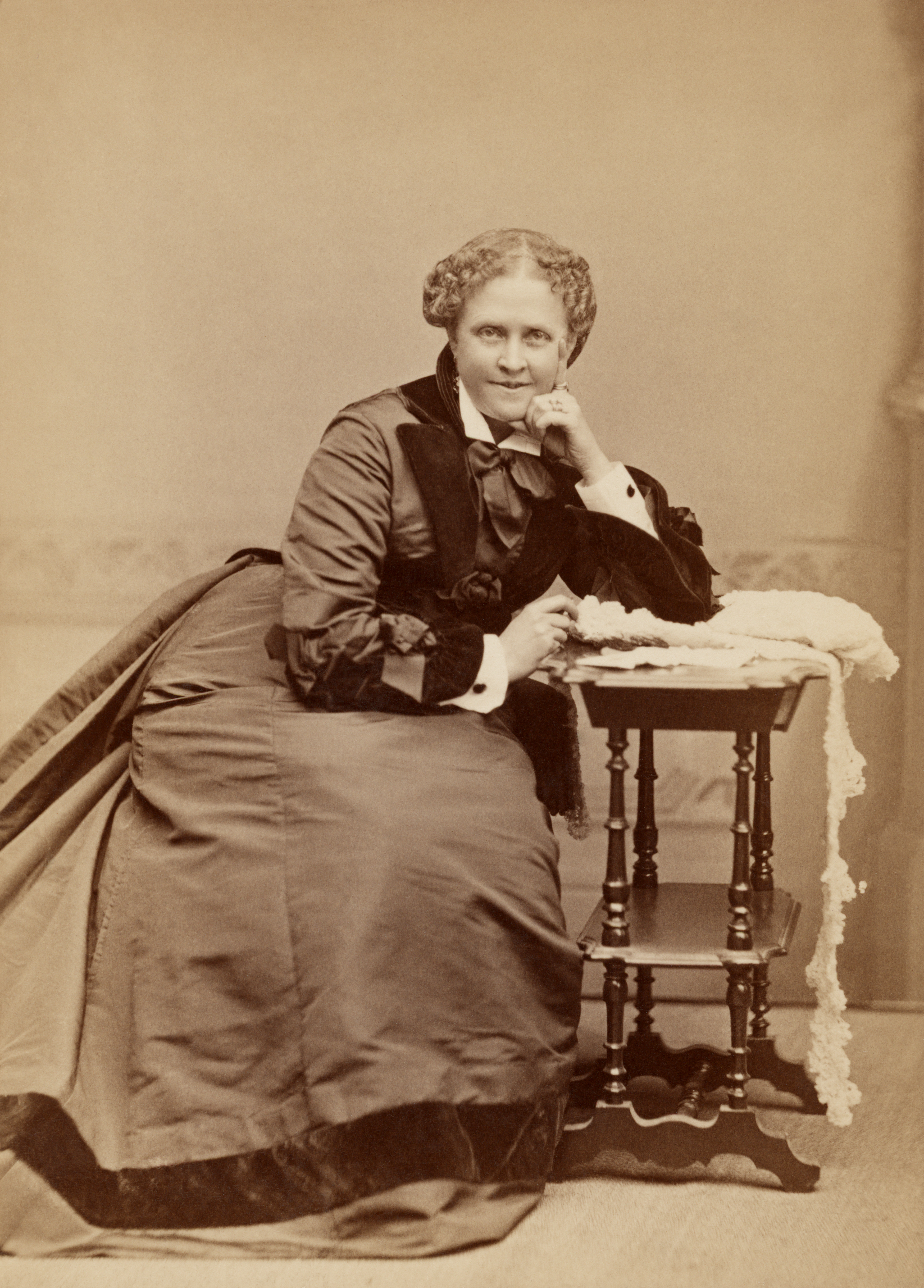
Helen Hunt Jackson

Helen Maria Hunt Jackson, geboren als Helen Fiske (Amherst, 18 oktober 1830 - San Francisco, 12 augustus 1885), was een Amerikaans schrijfster en activiste voor de inheemse bevolking van de Verenigde Staten. Jackson beschreef de kwalijke gevolgen van het beleid ten opzichte van de indianen in A Century of Dishonor (1881). In haar roman Ramona (1884) schetste Jackson het zware leven van een meisje van gemengde Schots-indiaanse origine in Zuid-Californië in de periode na de Mexicaans-Amerikaanse Oorlog. Hoewel de roman erin slaagde om voldoende aandacht te vestigen op de indiaanse zaak, werd Ramona vooral immens populair door de sterk geromantiseerde beschrijvingen van Zuid-Californië en niet door z'n politieke inhoud. Ramona is naar schatting 300 keer herdrukt en heeft bijgedragen aan de groei in het toerisme in de regio.
- Bibsys: 90889278
- Bibliothèque nationale de France: cb121763935 (data)
- Catàleg d'autoritats de noms i títols de Catalunya: 981058509302206706
- CiNii: DA04001490
- Gemeinsame Normdatei: 12014297X
- International Standard Name Identifier: 0000 0001 0884 8792
- Library of Congress Control Number: n50027788
- Bibliotheek van het Japanse parlement: 01091219
- Nationale Bibliotheek van Tsjechië: jn20030912002
- Nationale bibliotheek van Australië: 35689688
- Nationale Bibliotheek van Israël: 987007477209905171
- Nederlandse Thesaurus van Auteursnamen: 323969151
- Réseau des bibliothèques de Suisse occidentale: 02-A003415427
- Istituto Centrale per il Catalogo Unico: SBLV248532
- SNAC: w6j38rv5
- Système universitaire de documentation: 030325277
- Trove: 1043822
- Virtual International Authority File: 32039190
- WorldCat: E39PBJhmG6jXg3g9FFwWP7rXh3